# 투리 페로

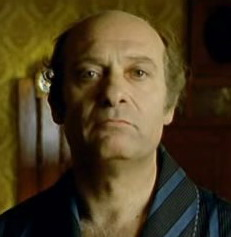

투리 페로(Turi Ferro, 1921년 2월 10일 ~ 2001년 5월 10일)는 이탈리아의 배우, 연극 배우, 텔레비전 배우이다.
카타니아에서 태어났다.

## 영화
- 카오스 2 (1998년)
- 가정부 이야기 (1992년)
- 어네스토 (1979년)
- 가정부 이야기 (1973년)
- 맬리시우스 (1973년)
- 7인조 도둑 (1968년)
- 아이 뉴 허 웰 (1965년)